# VII съезд КПК
VII съезд Коммунистической партии Китая проходил с 23 апреля по 11 июня 1945 года в Яньане. На съезде присутствовало 544 делегата и 208 кандидатов в делегаты. Общая численность КПК в тот момент составляла 1,21 млн членов.

## Организация съезда
Съезд готовился на фоне военных побед Красной Армии в Европе, а потому период националистического уклона, последовавшего после начала компании чжэнфын против противников Мао Цзэдуна и роспуска Коминтерна в 1943 году, закончился. Руководство КПК, надеясь на военную поддержку Советского Союза, активно демонстрировало приверженность принципам интернационализма. По той же причине, а также из-за неизбежной критики со стороны однопартийцев, доклад Кан Шэна (руководителя цинбаоцзюй) об итогах работы комиссии по проверке партийных и беспартийных кадров из программы съезда был изъят.
Подготовка основной документации к съезду велась Лю Шаоци.
Партийный стаж делегатов:
с 1921 по 1927 год — 210 делегатов, или около 28 процентов всех делегатов съезда; с 1928 по 1937 год — 444 делегата, или 59 процентов всех делегатов съезда; с 1937 по 1941 год — 98 делегатов, или 13 процентов всех делегатов съезда.
Возраст делегатов: от 23 до 30 лет — 130 делегатов; от 31 до 40 лет — 453 делегата; от 41 до 50-140 делегатов; от 51 до 60-24 делегата; от 61 до 69-5 делегатов.
Мужчин среди делегатов — 700, женщин — 52.
Из 752 делегатов — 401 представитель интеллигенции.
Среднюю и высшую школы окончили 422 делегата, низшую школу — 319, 11 делегатов — малограмотные.
Среди делегатов: кадровых военных работников — 324, партийных — 315.
Официальные гости — 7 человек, другие — 4 человека.
Официальные гости — представители корейской и японской Компартий.

## Обсуждаемые вопросы
Съезд открыл вступительной речью член политбюро ЦК КПК Жэнь Биши.
В ходе съезда были сделаны следующие основные доклады: политический доклад Мао Цзэдуна «О коалиционном правительстве», Лю Шаоци «Об изменениях в Уставе партии», военный доклад Чжу Дэ «О фронтах Освобожденных районов», Чжоу Эньлая «О едином фронте», Гао Гана — о политических, экономических и религиозных вопросах Особого района, Чэня И — о состоянии Освобождённых баз Центрального Китая, Пэн Дэхуая — о ходе боевых действий в северных провинциях Китая.
Съезд избрал новый Центральный Комитет КПК в составе 44 членов и 33 кандидатов в члены ЦК КПК. На первом пленуме 7-го созыва в состав Политбюро были избраны Мао Цзэдун, Чжу Дэ, Лю Шаоци, Чжоу Эньлай, Жэнь Биши, Чэнь Юнь, Кан Шэн, Гао Ган, Пэн Чжэнь, Дун Биу, Линь Боцюй, Чжан Вэньтянь и Пэн Дэхуай. Председателем ЦК был избран Мао Цзэдун, а в Секретариат ЦК — Мао Цзэдун, Чжу Дэ, Лю Шаоци, Чжоу Эньлай, Жэнь Биши.
Был принят новый Устав партии.

## Главные итоги
Съезд определил новую политическую линию партии. Одобрена политику расширения территорий советских районов и баз, укрепления армии с переходом от партизанской тактики ведения войны к тактике маневренной. Высказан призыв к мобилизации масс для разгрома японских агрессоров. Указана необходимость перемещения центра тяжести работы КПК из деревни в город. На съезде проявились стремления Мао Цзэдуна к преобразованию КПК в аграрную партию под лозунгом строительства «партии нового типа». Подведены итоги внутрипартийной борьбы: Мао Цзэдун сумел добиться самокритики от своих внутрипартийных противников (прежде всего — Ван Мина и других членов «московской группы») и признания своего лидерства в КПК со стороны рядовых партийцев. Выработано отношение КПК к Гоминьдану, США (указана возможность военной интервенции со стороны американцев по аналогии с оккупацией англичанами Греции) и Советскому Союзу (как единственному союзнику КПК). Непосредственной целью предстоящей революции названо создание новодемократического Китая.